# NGC 97
NGC 97 este o galaxie eliptică situată în constelația Andromeda. Aceasta a fost descoperită de către John Herschel în 16 septembrie 1828. 

## Legături externe
- NGC 97 pe WikiSky
- NGC 97 pe spider.seds.org